# 가봉의 총리

가봉의 국장

가봉의 총리는 가봉 공화국의 정부 수반이다.
가봉의 총리는 프랑스로부터 독립한 1960년에 처음 만들어졌지만, 1961년 2월 21일에 채택된 새로운 헌법에 의해 곧 폐지되었다. 그러나 1975년 4월 16일에 제정된 헌법 개정에 의해 복원되었고 1991년에 채택된 후속 헌법에도 유지되었다. 총리는 1960년부터 1961년까지(의원제 하에서) 그리고 1981년부터(대통령제 하에서) 정부 수반이다. 1961년부터 1981년까지 가봉의 대통령은 국가원수이자 정부 수반이었다. 현재까지 총 13명이 총리를 지냈다. 2025년 5월 4일부터 총리직은 폐지되었다.

## 설명
가봉의 대통령이 총리를 지명한다.
대통령의 부하 또는 정부로부터 사임 발표, 또는 국회에서 불신임 투표 또는 불신임 동의의 채택에 따라 총리직을 퇴임할 수 있다.
총리는 정부 제안에 의해, 다른 간부들을 지명 또는 퇴임 시킬 수 있다.
총리는 정부의 의해 대통령을 직무 대리로 수행 할 수 있다.
총리는 각료회의 지명 및 심의가 끝나면 45일 이내에 국회에 공개토론을 거쳐 신임투표를 하게 된다. 그 투표는 국회 재적의원 절대다수로 이루어진다.
총리는 정부의 행동을 지시한다. 수상은 그 법률의 집행을 보장한다. 위에서 언급한 제20조의 조건에 따르면, 총리는 규제권을 행사하고 국가의 민군 직위를 지명한다. 수상은 앞서 언급한 상황에서 공화국의 대통령을 대리한다. 수상은 정부의 다른 구성원들에게 특정한 권한을 위임할 수 있다.
총리 교체는 정부 구성을 주선한 법령의 지명 순서에 따라 대통령령으로 지명된 정부 관계자에 의해 보장된다.
총리의 직위는 그 집행을 맡은 정부 구성원들이 부기해야 한다.
총리는 정부 수반이다.

## 역대 총리 목록
| 대                                     | 초상                            | 이름 (출생일-사망일)                | 취임일          | 퇴임일                        | 정당        | 대통령                   |
| -------------------------------------- | ------------------------------- | ----------------------------------- | --------------- | ----------------------------- | ----------- | ------------------------ |
| 1                                      |                                 | 레옹 음바 (1902-1967)               | 1960년 8월 17일 | 1961년 2월 21일               | 가봉 민주당 | 레옹 음바                |
| 공석 (1961년 2월 21일-1975년 4월 16일) |                                 |                                     |                 |                               |             |                          |
| 2                                      |                                 | 레옹 메비암 (1934-2015)             | 1975년 4월 16일 | 1990년 5월 3일                | 가봉 민주당 | 오마르 봉고              |
| 3                                      |                                 | 카시미르 오예음바 (1942-2021)       | 1990년 5월 3일  | 1994년 11월 2일               | 무소속      | 오마르 봉고              |
| 4                                      |                                 | 폴린 오바메응게마 (1934-2023)       | 1994년 11월 2일 | 1999년 1월 23일               | 가봉 민주당 | 오마르 봉고              |
| 5                                      |                                 | 장프랑수아 누투무메 에마네 (1939- ) | 1999년 1월 23일 | 2006년 1월 20일               | 가봉 민주당 | 오마르 봉고              |
| 6                                      |                                 | 장 아이에 응동 (1946- )             | 2006년 1월 20일 | 2009년 7월 17일               | 가봉 민주당 | 오마르 봉고              |
| 6                                      | 디드잡 디붕기 응딩게(직무 대행) | 장 아이에 응동 (1946- )             | 2006년 1월 20일 | 2009년 7월 17일               | 가봉 민주당 |                          |
| 6                                      | 로즈 프랑신 로공베(직무 대행)   | 장 아이에 응동 (1946- )             | 2006년 1월 20일 | 2009년 7월 17일               | 가봉 민주당 |                          |
| 7                                      |                                 | 폴 비요그흐 음바 (1953- )           | 2009년 7월 17일 | 2012년 2월 27일               | 가봉 민주당 |                          |
| 7                                      | 알리 봉고 온딤바                | 폴 비요그흐 음바 (1953- )           | 2009년 7월 17일 | 2012년 2월 27일               | 가봉 민주당 |                          |
| 8                                      |                                 | 레이먼드 은동 시마 (1955- )         | 2012년 2월 27일 | 2014년 1월 27일               | 가봉 민주당 |                          |
| 9                                      |                                 | 다니엘 오나 온도 (1945- )           | 2014년 1월 27일 | 2016년 9월 28일               | 가봉 민주당 |                          |
| 10                                     |                                 | 에마뉘엘 이소제은공데 (1961-2020)   | 2016년 9월 28일 | 2019년 1월 12일               | 가봉 민주당 |                          |
| 11                                     |                                 | 줄리앙 은코게 베칼레 (1958- )       | 2019년 1월 12일 | 2020년 7월 16일               | 가봉 민주당 |                          |
| 12                                     |                                 | 로즈 크리스티앙 라폰다 (1963- )     | 2020년 7월 16일 | 2023년 1월 9일                | 가봉 민주당 |                          |
| 13                                     |                                 | 알랭 클로드 빌리 바이 은제 (1967- ) | 2023년 1월 9일  | 2023년 8월 30일 (쿠데타 축출) | 가봉 민주당 |                          |
| 공석 (2023년 8월 30일-9월 7일)         |                                 |                                     |                 |                               |             |                          |
| —                                      |                                 | 레이먼드 은둥 시마 (1955- )         | 2023년 9월 7일  | 2025년 5월 4일                | 무소속      | 브리스 올리귀(직무 대행) |
| 총리직 폐지 (2025년 5월 4일-현재)      |                                 |                                     |                 |                               |             |                          |

## 같이 보기
- 가봉
- 가봉의 대통령
- 가봉의 부통령